# Hélène de Chappotin
Hélène Marie Philippine de Chappotin de Neuville (Nantes, 21 de maio de 1839 — Sanremo, 15 de novembro de 1904), que adotou o nome religioso de irmã Maria da Paixão (Marie de la Passion), foi uma religiosa francesa, que fundou em 1877 a congregação do Instituto das Franciscanas Missionárias de Maria. Foi beatificada pelo papa João Paulo II em 2002.

## Biografia
Hélène de Chappotin nasceu numa família católica da pequena aristocracia da Bretanha. Com o consentimento do bispo de Nantes, em 1860, com 21 anos de idade e após a morte súbita de sua mãe, entrou como postulante num convento de clarissas daquela cidade. Profundamente influenciada pelo espírito franciscano, ainda assim foi obrigada a regressar a casa devido a uma grave doença que a afetou.
Recuperada a sua saúde, preferiu optar por uma congregação de vida ativa, ingressando na Sociedade de Maria Reparadora, na qual a 15 de Agosto de 1864 começa o seu noviciado, adotando então o nome religioso de Marie de la Passion (Maria da Paixão).
Em 1865, ainda noviça, foi enviada como missionária para a Índia, passando a trabalhar no vicariato apostólico de Maduré, então confiado à direção da Companhia de Jesus, onde fez a sua profissão solene. Em 1867, com 28 anos de idade, foi eleita superiora provincial de três conventos da sua ordem. Em 1874, com um grupo de irmãs, fundou uma casa no vicariato apostólico de Coimbatore, assistida pelos padres da Sociedade para as Missões Estrangeiras de Paris, mas na sequência de dissensões internas na congregação, as irmãs do vicariato acabam por se constituir em comunidade autónoma em Ootacamund.
O papa Pio IX regularizou a situação das religiosas secessionistas, permitindo que a irmã Marie de la Passion fundasse uma nova congregação especificamente destinada às missões, com a designação de Instituto das Franciscanas Missionárias de Maria. Para esta nova congregação, foi então fundado um noviciado em Saint-Brieuc, na Bretanha, com base no qual a instituição deu os seus primeiros passos.
Consolidada a nova congregação, a Santa Sé aprova-lhe as constituições a 6 de Janeiro de 1877 através de um decretum laudis, confirmando a sua filiação à Ordem dos Frades Menores.
Em Março de 1883, no meio de forte controvérsia interna, Marie de la Passion foi destituída das suas funções de superiora do Instituto, mas, na sequência de um inquérito ordenado pelo papa Leão XIII, a sua inocência foi plenamente reconhecida e ela foi reeleita no capítulo do ano seguinte.
A irmã Marie de la Passion morreu em 1904, em San Remo, localidade para onde se tinha retirado após adoecer. Quando faleceu deixou um Instituto com 2 069 irmãs em 86 comunidades distribuídas por 24 países.
A causa da sua canonização foi aberta em San Remo em 1918. A 28 de Junho de 1999, o papa João Paulo II promulgou o decreto reconhecendo a sua virtude heróica e declarando-a venerável. Foi beatificada a 20 de Outubro de 2002, em cerimónia presidida por João Paulo II na Basílica de São Pedro de Roma. A sua festa litúrgica celebra-se a 15 de novembro, aniversário da sua morte.